# Zimbabwe
Republikken Zimbabwe (tidligere Sydrhodesia, Rhodesia og Zimbabwe-Rhodesia) er en republik i det sydlige Afrika. Zimbabwe grænser op mod Zambia, Mozambique, Sydafrika og Botswana. Landet har sit navn efter Great Zimbabwe, en oldtidsby i det sydlige Afrika, som var centrum for et stort rige kendt som Munhumutapaimperiet. "Zimbabwe" kommer af Dzimbadzemabwe, der betyder "stort stenhus" på shona-sproget.
Landet løsrev sig fra Storbritannien i 1965. På det tidspunkt var landet ledet af den hvide farmer Ian Smith. Da landet blev anerkendt som Zimbabwe i 1980, var det med den sorte socialist Robert Mugabe ved magten. Da Mugabe blev præsident, udgjorde de hvide ca. 4 procent af befolkningen, men de ejede 70 procent af landbrugsjorden, herunder alle de mest frugtbare områder.
I Zimbabwe er der jernbanenet på totalt 3.700 km. Vejnettet har en total længde på 90.000 km, hvoraf 19% er asfalteret, og der er bygget 7 lufthavne med regulær trafik.
Vigtige eksportvarer er tobak, guld, nikkel, bomuld, asbest, sukker, majs, frugt og grøntsager. Vigtige importvarer er maskiner og transportudstyr, brændstof, tekstiler, garn, madvarer og levende dyr. Vigtige handelspartnere er Sydafrika, Storbritannien, Japan, Tyskland og USA.

## Historie
De tidligste indbyggere i området var khoisaner, der levede som jægere og samlere. De blev stort set fortrængt af bantu-stammer i en serie migrationer. Den sydlige del af landet blev kaldt matabeleland efter ndebele-stammen, som besatte området i begyndelsen af 1800-tallet under en løs konføderation af ndebele-sprogede stammer, ledet af khumalo-stammen under Mzilikazi. Der har været spændinger helt op til vor tid mellem denne folkegruppe og de shona-sprogede stammer i Mashonaland, den nordlige del af Zimbabwe.

### Kolonitiden
I 1888 underskrev Cecil Rhodes en aftale med ndebelernes konge Lobengula, som havde efterfulgt Mzilikazi. Den førte til omfattende britisk intervention i området, og dets formål var hovedsagelig udvinding af mineraler. I 1889 skaffede Rhodes sig en kontrakt for British South Africa Company (BSAC) for at okkupere og administrere det, som senere blev kendt som Rhodesia, og for at udvinde guld og andre mineraler. I 1895 okkuperede en afdeling på 200 bevæbnede hvide mænd rekrutteret af BSAC i Sydafrika Mashonaland og opmuntrede til kolonisering af regionen og dets landområder, arbejdskraft og mineralressourcer.
I 1896–1897 udførte ndebelerne og shonaerne mislykkede oprør mod de hvide kolonisters rovdrift af deres oprindelige land. Det blev senere kendt som den første chimurenga ("befrielseskrig"). Nehanda Nyakasikana, Chaminuka, Muponda og andre shona åndemedier og herskere ledede dette oprør og blev senere fanget og henrettet. Shonaerne og ndebelerne med deres spyd og køller var chanceløse mod tungt bevæbnede British South Africa Police (politistyrken i Rhodesia) som havde heste, skydevåben og kanoner.
Sydrhodesia blev administreret af Rhodes' BSAC frem til 1922. I en folkeafstemning det år afslog bosætningsbefolkningen et forslag om at blive indlemmet i den Sydafrikanske Union. De blev i stedet en britisk selvstyret koloni.
Sydrhodesia, Nordrhodesia (nu Zambia) og Nyasaland (nu Malawi) dannede i 1953 Føderationen af Rhodesia og Nyasaland, den Centralafrikanske Føderation.
Efter at føderationen blev opløst i 1963, krævede den hvide minoritetsadministration i Sydrhodesia (Rhodesia fra 1964) uafhængighed, men den britiske regerings politik var ikke at tilbyde uafhængighed, før der kunne dannes et majoritetsstyre.

### Selverklæret uafhængighed
Derfor erklærede premierminister Ian Smith Rhodesia uafhængigt 11. november 1965. Storbritannien kaldte erklæringen en oprørshandling, og Commonwealth of Nations indførte økonomiske sanktioner. I 1968 stemte FN for at gøre sanktionerne obligatoriske, men de var stort set virkningsløse. I et forsøg på at distancere landet fra Storbritannien, erklærede Smith Rhodesia for republik i 1970, men det førte ikke til international anerkendelse. Smith fortsatte med at administrere et stort set segregeret socialt samfund, som i princippet var et apartheid-regime. Uafhængigheden blev aldrig godkendt af andre lande end apartheid-regimet i Sydafrika, da det hvide mindretal kun erklærede selvstændighed for at holde på et hvidt, racistisk mindretalsstyre, der ikke adskilte sig fra Sydafrikas.[kilde mangler]
Modstanden mod det hvide styre voksede sig stærkere, og begyndte med en træfning ved Chinhoyi, hvor seks krigere fra Zimbabwe African National Liberation Army (ZANLA) kæmpede mod regeringsstyrker. ZANLA og Zimbaber People's Revolutionary Army (ZIPRA) brugte guerillataktikker, som mindede om Viet Cong under Vietnamkrigen.
Bevægelsen for lige rettigheder for afrikanere i Afrika og i diasporaen blev intensiveret i den anden halvdel af det 20. århundrede verden over. Med afslutningen på portugisernes styre i nabolandet Mozambique i 1975, gav befrielsessfronten i Mozambique (Frelimo), ledet af præsident Samora Machel, støtte til ZANLA, og modstanden blev intensiveret til et oprør i stor skala som blev kaldt den anden Chimurenga.
De rhodesiske sikkerhedsstyrker havde operationel succes mod de kommuniststøttede guerillaer. Selv under presset af de økonomiske og militære sanktioner, udførte rhodesiske styrker meget effektive angreb på guerillabaser i Zambia og Mozambique.
Op gennem 70'erne blev guerillakrigsførelsen mod Ian Smiths UDI-regering intensiveret. Som resultat af dette åbnede Smith-regeringen for forhandlinger med lederne af Patriotic Fronts – Zimbabwe African National Union (ZANU) og Zimbabwe African People's Union (ZAPU). ZANU var ledet af Robert Mugabe og ZAPU var ledet af Joshua Nkomo.
I marts 1978, da Smith-regimet var på sammenbruddets rand, underskrev Ian Smith en aftale med tre sorte ledere, med biskop Abel Muzorewa i spidsen. Disse lovede sikkerhed for den hvide del af befolkningen. Som en følge af aftalen blev der afholdt valg i april 1979. Partiet United African National Council (UANC) vandt valget, og 1. juni 1979 blev partileder Abel Muzorewa indsat som premierminister, og landet skiftede navn til Zimbabwe-Rhodesia. Aftalen lod de hvide beholde kontrollen over landets politi, sikkerhedsstyrker, embedsværket og retsvæsenet, samt sikrede dem omkring en tredjedel af sæderne i parlamentet.
Muzorewa havde støtte fra Smith og den sydafrikanske regering, men manglede troværdighed blandt betydelige dele af landets egen befolkning. Muzorewa-regeringen fik hurtigt problemer. Mod slutningen af 1979 bad den britiske regering alle parter om at komme til Lancaster House i London for at forhandle en afslutning af borgerkrigen.

### International anerkendelse af uafhængighed og fremvæksten af ZANU
Efter konferencen, som blev afholdt i 1979–1980, blev Storbritanniens Lord Soames udnævnt til guvernør for at overvåge afvæbningen af revolutionsguerillaen, gennemføre valg og give uafhængighed til koalitionsregeringen med Joshua Nkomo, leder af Zimbabwe African People's Union (ZAPU). I de frie valg i februar 1980 vandt Robert Mugabe og hans Zimbabwe African National Union (ZANU) ved et valgskred, og Mugabe har vundet alle valg siden, selv om de fleste valg ikke er blevet regnet som "frie og retfærdige" ifølge internationale standarder. Det er blevet hævdet, at vælgere er blevet truet og medlemmer af oppositionen er blevet trakasseret (gentagne gange over tid udsat for negative handlinger).[kilde mangler]

### Kampe mellem ZANU og ZAPU
80'erne var præget af stabilitet og økonomisk opsving i Zimbabwe. Mugabe udviklede blandt andet Afrikas mest effektive skole- og helsesystem. Zimbabwe var på denne tid et mønsterland i vestlig syn, og var for eksempel et hovedsamarbejdsland for Norad. Mellem 1982 og 1985 igangsatte Mugabe imidlertid en hemmelig udryddelseskrig mod sine tidligere allierede Zapu. Op mod 10.000 ZAPU-tilhængere blev dræbt. Den hvide overklasse blev tolereret, så længe de ikke havde indvendinger, men fortsatte med at gøre landet rigere.
Nkomo blev kastet fra sit kabinet i 1982, da et våbenlager fra krigen blev opdaget på ejendomme, han og hans øverste løjtnanter ejede, noget som satte i gang kampe mellem ZAPU–tilhængere i den sydlige ndebele–sprogede region af landet og det styrende ZANU. Der var udstrakte angreb på hvide jordejere og shonaer i mindre dele af Masvingo, centrale områder og provinserne i Matabeleland. Den mest kendte var Gwesela, som førte sine tilhængere i angreb mod shonaerne.
Regeringen mobiliserede den femte brigade ledet af oberst Perence Shiri for at slå urolighederne ned. I februar 1983 tog de til Tsholotsho i det nordlige Matabeleland og tog videre over Manzamnyama–floden ind i den sydlige del i 1984. Ved den anledning blev der udført flere ugerninger mod ndebelerne.
Til slut afholdt Mugabe og Nkomo fredsforhandlinger som genindførte fred, og genforenede den patriotiske front. Der blev givet benådning til de som havde udført ugerninger på begge sider. Fredsaftalen i 1987 førte til at ZAPU og ZANU i 1988 blev slået sammen til Zimbabwe African National Union Patriotic Front (ZANU–PF).

### Landreformer
Selv om majoritetstyre var indført, fortsatte de hvide med at dominere nationens økonomi. De udgjorde mindre end 1 % af befolkningen, men var i besiddelse af 70 % af landets kommercielt udnyttede landbrugsjord. Af denne havde kun en lille del blevet opkøbt af staten og fordelt ud til sorte siden uafhængigheden i 1980, til trods for at der blev givet millioner af pund i hjælp fra briterne til dette formål. Af de få gårde som blev købt, endte mange som ejendom til højtstående militære og politiske personer. Men Lancaster House-aftalen lagde også stærke begrænsninger på regeringens muligheder for opkøb de første 10 år, og selv om de hvide havde lille direkte politisk magt, havde de kontrollen over væsentlige dele af økonomien. Behovet for landreformer var anerkendt af store dele af samfundet i lang tid, men ingen blev foretaget – både af regeringen og af de hvide ejere af store, kommercielle gårde. Dette var et forhold som ikke kunne vare, og derfor et tema som stadig væk "ulmede" i forskellige sammenhænge. Omfordelingen af landbrugsjord fra de store kommercielle farme blev igen en politisk sag i 1999.
Den tvungne fjernelse af hvide jordejere førte til skarp prisstigning i landbrugsvarer som korn og sukker, og Zimbabwes økonomi kollapsede. Zimbabwe var tidligere en vigtig madeksportør i regionen, men i stedet blev hungersnød udbredt på grund af Mugabes landreformspolitik, som omfordelte jord til politiske støttespillere som ikke dyrkede jorden effektivt. Dette har efterladt den store majoritet af jordløse sorte i en værre forfatning på grund af et katastrofalt fald i produktiviteten, hyperinflation (fra 1000 % i maj 2006 til 100.580 % i januar 2008) og udstrakt arbejdsløshed.
I efterspillet til Mugabes håndtering af jordkrisen som omfordelte jord til udvalgte sorte ved at fjerne ejerne med magt uden kompensation, blev Zimbabwe suspenderet fra Commonwealth of Nations anklaget for brud på menneskerettighederne og valgfusk i 2002, som inkluderede udstrakte trusler og vold mod støttespillere af oppositionspartier. Zimbabwe trak sig ud af Commonwealth of Nations 7. december 2003.
I de senere år er ytringsfrihed, presse- og forsamlingsfrihed blevet stærkt indskrænket. Omfanget af menneskerettighedsbrud er betydeligt. Selv om vestlige medier har haft meget omtale af tvangsfordrivelsen af de hvide stor-farmere, er der utvivlsomt mange almindelige, ofte fattige, zimbabwere som har lidt de største overgreb – som har gjort deres situation endnu mere vanskelig med kollapset i økonomien.

### Operation Murambatsvina
Regeringen i Zimbabwe startede Operation Murambatsvina i maj 2005. Hjem skulle ødelægges og store mængder mennesker tvangsflyttes fra byområder til landet. 19. maj 2005 startede raseringen og brændingen af fattigstrøgene i Harare. Aktionen spredte sig til hele landet. I løbet af nogen uger blev titusinder af mennesker arresterede, mens hundredetusinder blev hjemløse, og lige mange mistede levebrødet. Flere børn omkom fordi husvægge blev revet ned og faldt over dem. EU og FN fordømte nedrivningen af de fattige områder. Udover efteråret gennemførtes flere aktioner mod disse områder. Ifølge FN's specialudsending Tibaijuka mistede 700.000 mennesker enten sit hus eller levebrød, mange begge dele. Til sammen blev over to millioner berørt af aktionen.[kilde mangler]

### Aftalen i Zimbabwe
15. september 2008 underskrev regeringen og oppositionen en aftale for at styre landet sammen. Den går ud på følgende:
Robert Mugabe fortsætter som præsident, er chef for de væbnede styrker og skal lede regeringsmøderne. Hans parti ZANU-PF får femten ministre.
Morgan Tsvangirai bliver premierminister og regeringschef. Han får kontrol over politiet. Hans parti får tretten ministre.
Mindre partier får tre ministre.

### Mugabe afgår som præsident
14. november 2017 blev Robert Mugabe sat i husarrest af Zimbabwes væbnede styrker, fordi han havde fyret vicepræsident Emmerson Mnangagwa og det var frygtet, at han ville indsætte sin hustru som præsident. 21. november 2017 blev det meddelt, at han ville indgive sin afskedsansøgning og afgå som præsident. Det skete, efter det var klart, at der ville blive indledt en rigsretssag mod ham for at fjerne ham fra posten som præsident.

## Politik
Zimbabwe er en republik med en udøvende præsident og et parlament med to huse. Under grundlovsændringerne i 2005 blev et overhus, senatet, genindsat. Folkeforsamlingen er underhuset i parlamentet.
Robert Mugabe, valgt til premierminister i 1980, reviderede grundloven i 1987 for at blive præsident. Præsident Mugabes parti har vundet alle valg siden uafhængigheden 18. april 1980. I nogen lejre er han blevet anklaget for korruption og for at have drevet valgfusk. Særlig valget i 1990 blev fordømt nationalt og internationalt, hvor det næst største parti, Edgar Tekeres Zimbabwe Unity Movement, kun vandt 20 % af stemmerne.
Tørken i det sydlige Afrika, måske den værste i et århundrede, havde så stor effekt på Zimbabwe at det blev erklæret en national katastrofe i 1992. Tørken cementerede landets gældkrise. Den følgende IMF-støttede økonomiske justering og strenge strukturtilpasningsprogram førte til vanskelige tider for befolkningen. Udover 1990'erne stagnerede Zimbabwes økonomi, og modstanden mod Mugabe øgede. Han havde skaffet sig nærmest enevældig magt, og han affejede al opposition. Da han i 2000 tabte en folkeafstemning om grundlovsændringer, valgte han som et politisk greb at vende sig mod de omkring 4000 hvide stor-farmere. Mugabes regering satte dermed gang de såkaldte landreformer, som var aktionspræget og ikke planmæssigt gennemført. Landets økonomi faldt yderligere sammen.
Præsidentvalg blev sidst holdt i 2008 og var præget af beskyldninger om stemmeændringer, trusler og fusk.
Det største oppositionsparti var i 2005 Movement for Democratic Change (MDC) ledet af Morgan Tsvangirai. For tiden (november 2005) er MDC delt i to fraktioner. En fraktion, ledet af Welshman Ncube bestrider valgene til senatet, mens den anden, ledet af Tsvangirai, er imod at bestride valgene og hævder at deltagelsen i et forhåndsbestemt valg er det samme som at godkende Mugabes påstand om at valgene i Zimbabwe er helt frie og retfærdige. De to lejre i MDC havde tidligere i 2005 sine kongresser hvor Tsvangirai blev valgt til at lede den største gruppe som er blevet mere populær end den anden gruppe. Professor Arthur G.O. Mutambara, professor i robotteknologi og tidligere specialist i robotteknologi i NASA, er blevet udpeget til at erstatte Ncube som var interimlederen efter splittelsen. Mutambara-fraktionen er rigtignok blevet svækket af deserteringer af folkevalgte og individer som er desillusioneret af deres manifest. Det Tsvangirai-ledede MDC er blevet den mest populære med folkemængder så store som 20.000 som deltager til deres samlinger til sammenligning med splittelsesgruppens 500 til 5000.
Parlamentsvalget i 2005 blev afholdt 31. marts. Mens den afrikanske union ikke rapporterede om nogen uregelmæssigheder, har oppositionsfigurer som ærkebiskop Pius Ncube fremsat påstande om stemmefusk.
Mugabe annoncerede i januar 2008 at årets præsidentvalg, parlamentsvalg og lokalvalg ville blive afholdt 29. marts. Mugabe stillede også som præsidentkandidat denne gang. Et meget centralt medlem i ZANU-PF, tidligere finansminister Simba Makoni, annoncerede at han stillede som modkandidat til Mugabe ved præsidentvalget.
Der opstod en krise i landet i 2017, hvor militæret den 14. november satte landets præsident, Robert Mugabe, i husarrest.21. november blev det meddelt, at Mugabe ville indgive sin afskedsbegæring. Det skete, efter det var meddelt, at der ville blive indledt en rigsretssag for at fjerne ham fra posten som præsident.

## Provinser
Zimbabwe er inddelt i otte provinser og to byer med provinsstatus, her med indbyggertal fra folketællingen 18. august 2002:
| Nr | Provins             | Areal i km² | Indbyggere | Indbyggere pr. km² |
| -- | ------------------- | ----------- | ---------- | ------------------ |
| 1  | Bulawayo            | 479         | 676.787    | 1.413              |
| 2  | Harare              | 872         | 1.903.510  | 2.183              |
| 3  | Manicaland          | 36.459      | 1.566.889  | 43                 |
| 4  | Mashonaland Central | 28.437      | 998.265    | 35                 |
| 5  | Mashonaland East    | 32.230      | 1.125.355  | 35                 |
| 6  | Mashonaland West    | 57.441      | 1.222.583  | 21                 |
| 7  | Masvingo            | 56.566      | 1.318.705  | 23                 |
| 8  | Matabeleland North  | 75.025      | 701.359    | 9                  |
| 9  | Matabeleland South  | 54.172      | 654.879    | 12                 |
| 10 | Midlands            | 49.166      | 1.466.331  | 30                 |
|    | Zimbabwe totalt     | 390.757     | 11.634.663 | 30                 |

Kilde: Central Statistical Office of Zimbabwe
Landet er videre inddelt i 59 distrikter og 1200 kommuner.

## Geografi
Zimbabwe er omkranset af Sydafrika i syd, Botswana i vest, Zambia i nordvest og Mosambique i øst og nordøst og har ingen kystlinje. Den nordvestlige grænse er defineret af Zambezifloden. Victoria Falls er et populært turistmål ved Zambezi. I syd er Zimbabwe separeret fra Sydafrika af Limpopofloden. Zimbabwe deler også en kort grænse med Namibia i vest via en smal landkorridor.

## Økonomi
Regeringen i Zimbabwe står ovenfor en række forskellige økonomiske problemer, da den har problemer med at konsolidere tidligere fremskridt i at udvikle en markedsorienteret økonomi. Dagens problemer inkluderer underskud i handelsbalancen, inflation og varemangel. Dens involvering i 1998–2002 i krigen i Den Demokratiske Republik Congo trak flere hundrede millioner dollar ud af økonomien. Hårdt tiltrængt støtte fra IMF er blevet suspenderet på grund af landets manglende evne til at nå budgetmålene.
Ifølge officielle tal, steg inflationen fra en årlig rate på 32 % i 1998 til 1193,5 % i maj 2006, en tilstand af hyperinflation. Samtidig faldt vekslingskursen fra 24 zimbabwisk dollar pr. amerikansk dollar til 101.195,54 zimbabwisk dollar pr. amerikansk dollar (officiel kurs) og 315.000 zimbabwisk dollar pr. amerikansk dollar (parallel kurs) i den samme periode. Tal offentliggjort i juli 2008, viste at inflationen var kommet op i 2.200.000 %, og at værdien af vekslingskursen var faldet til ca. 100 mrd zimbabwisk dollar pr. US dollar.
Fra d. 14. november 2008 er den årlige hyperinflation i Zimbabwe nået 89,7 trilliarder procent (89.700.000.000.000.000.000.000%),  hvilket faktisk vil sige at landet ikke kan trykke sedler før de har tabt i værdi, og at landet overlever udelukkende på vestlig og afrikansk bistand. Da man kan finde pengesedler pålydende 250 mrd Zim-dollars flydende på fortovet, har man opgivet landets egen valuta, og i stedet givet samtlige forretninger tilladelse til at sælge for fire typer fremmed valuta: US-dollar, britiske pund, sydafrikanske rand og botswanske pula.
Den langsigtede virkning af landreformen i Zimbabwe, har skadet evnen til den kommercielle landbrugssektor til at skaffe udenlandsk valuta hårdt. Landbrugsproduktionen er faldet uafbrudt siden år 2000 (UNDP Database 2005)
1. november 1989 fremlagde en tidligere minister, Denis Walker, en rapport i London for Conservative Monday Clubs udenrigskomité om landreform i Zimbabwe. Han udtalte da, at "når jorden er omfordelt, vil de kommercielle gårde stykkes op, og de genværende hvide gårdbrugere reducerede gennem forvisning eller fængsel. Zimbabwes regering, som allerede moralsk set er konkurs, vil gå mod økonomisk kollaps." 
I en nylig efterforskning i The Independent blev det afdækket at mange statskontrollerede gravere er blevet solgt billigt til kinesere i et desperat forsøg på at skaffe udenlandsk valuta. Det blev bemærket at Mugabes regime har fragivet sig så meget af kontrollen over de økonomiske ressourcer, at det vil forhindre Zimbabwe i at genopbygge økonomien, selv om MDC skulle overtage kontrollen.
Bruttonationalproduktet er siden år 2000 faldet år for år, og målt pr. indbygger var det 447 US$ i 2000 og nede i 169 US$ pr. indbygger i 2005 (UNDP Database, 2005).
| Økonomiske nøgletal         | Værdi        | % af BNP | År, kilde                            |
| --------------------------- | ------------ | -------- | ------------------------------------ |
| BNP                         | 5,0 mrd US$  |          | 2006, Verdensbanken                  |
| BNP (vækst) (Verdensbanken) | -7,10 %      |          | 2005, UNDP Database                  |
| Konsumpriser                | 6.550,0 %    |          | 2004, UNDP Database                  |
| Arbejdsløshed               | 8,0 %        |          | 2000, UN Statistics (unstats.un.org) |
| Handelsbalance              |              |          |                                      |
| Betalingsbalance            |              |          |                                      |
| Udviklingshjælp             | 0,37 mrd US$ |          | 2005, UNDP Database                  |
| BNP pr. indb                | 169 US$      |          | 2005, UNDP Database                  |

## Demografi
| År   | Mio. |
| ---- | ---- |
| 1950 | 2,7  |
| 2000 | 11,9 |
| 2018 | 14,4 |

Zimbabwes samlede befolkningstal er opgivet til at være 12,97 millioner. Ifølge FN's Verdenssundhedsorganisation er den gennemsnitlige forventede levealder for mænd 56 år, mens den er 6+ år for kvinder(2012). I 2006 opfordrede en organisation af læger i Zimbabwe landets daværende præsident Mugabe til at hjælpe til med at styrke sundhedstjenesten.
Det er estimeret af omkring 14% af personer i alderen 15–49 var inficeret med HIV i 2009. UNESCO rapporterede at udbredelsen af HIV blandt gravide kvinder var faldt fra 26% i 2002 til 21% i 2004.
Omkring 85% af landets indbyggere er kristne; 62% af befolkningen deltagere regelmæssigt i religiøse sammenkomster. De største kristne anglikanere, romersk-katolsk, Syvende Dags Adventistkirken og metodisme.
Som i andre afrikanske lande bliver kristendommen blandt med traditionel lokal tro. Tilbedelse af forfædre er den mest udbredte ikke-kristne religion, der involverer spirituel fobøn, mbira dzavadzimu, der betyder "forfædrenes stemme", er et instrument af lamelofon-typen, osm er udbredt i hele Afrika, er central i mange ceremonielle møder. Mwari betyder "Skaberguden" (musika vanhu in Shona). Omkring 1% af befolkningen er muslimer.

### Regering
- Parlamentet i Zimbabwe Arkiveret 16. marts 2016 hos  Wayback Machine officiel regeringsside
- Zimbabwe Government Online Arkiveret 24. oktober 2008 hos  Wayback Machine officiel regeringsside

### Nyheder
- The Great Zimbabwe Arkiveret 30. september 2007 hos  Wayback Machine Unbiased Zimbabwe news website and forums
- Zimbabwe destruction: One man's story
- New Zimbabwe Uafhængig daglig avis baseret i Storbritannien
- AllAfrica.com – Zimbabwe links til overskrifter i nyhederne
- IFEX – Zimbabwe brud på pressefriheden
- The Sunday Mirror Arkiveret 15. juni 2006 hos  Wayback Machine ugentlig avis
- Zimbabwe Independent ugentlig avis
- The Zimbabwean Uafhængig ugentlig avis baseret i Storbritannien
- The Herald Statsejet daglig avis

### Protest–bevægelser
- Sokwanele
- Zvakwana

### Turisme
- Rejseoversigt over Zimbabwe Arkiveret 9. juli 2006 hos  Wayback Machine
- Fakta om Zimbabwe Arkiveret 27. april 2006 hos  Wayback Machine

19°S 30°Ø / 19°S 30°Ø